# テチャ川
テチャ川（テチャがわ、ロシア語: Теча）とは、ウラル山脈の南部の東側を、だいたい東の方向へと流れる河川の中の1本である。この河川で特筆すべきは、放射性物質により汚染されてきた点である。

## 流路

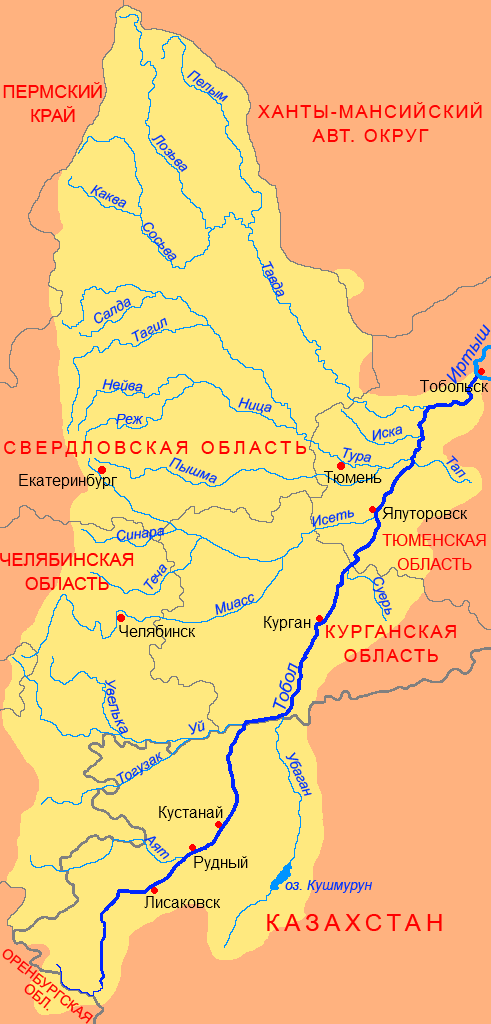
トボル川流域の河川の地図。地図中の左側の中央部の「ЧЕЛЯБИНСКАЯ ОБЛАСТЬ」と書かれている付近に、「Теча」と書かれた所が、テチャ川である。

テチャ川の流域面積は、約7600 km2 である。この川はチェリャビンスクから見て北西の方向に約80 km の場所に、原子力を扱う閉鎖都市として、ここがソビエト連邦だった時代に秘密裏に建設され、建設当初は地図にも載せられず、公式名称も敢えて無くしていたオジョルスクの近傍に端を発する。本来の流路は、そこから概ね東へ流れる。その後、小さな町のダルマトボ付近で、北東の方向へ流れの向きを変える。そして、Iset川の中流域に合流した場所までが、テチャ川であり、ここまでの流路延長は約243 km である。なお、テチャ川の河川水は、最終的にはオビ川へと流れ込み、北極海の縁海の1つであるカラ海に注ぐ。
参考までに、テチャ川の河川水は、オビ川に合流する前に、トボル川と合流する。このトボル川と合流する前に、チェリャビンスクの傍を流れるミアス川とも合流する。

## 汚染

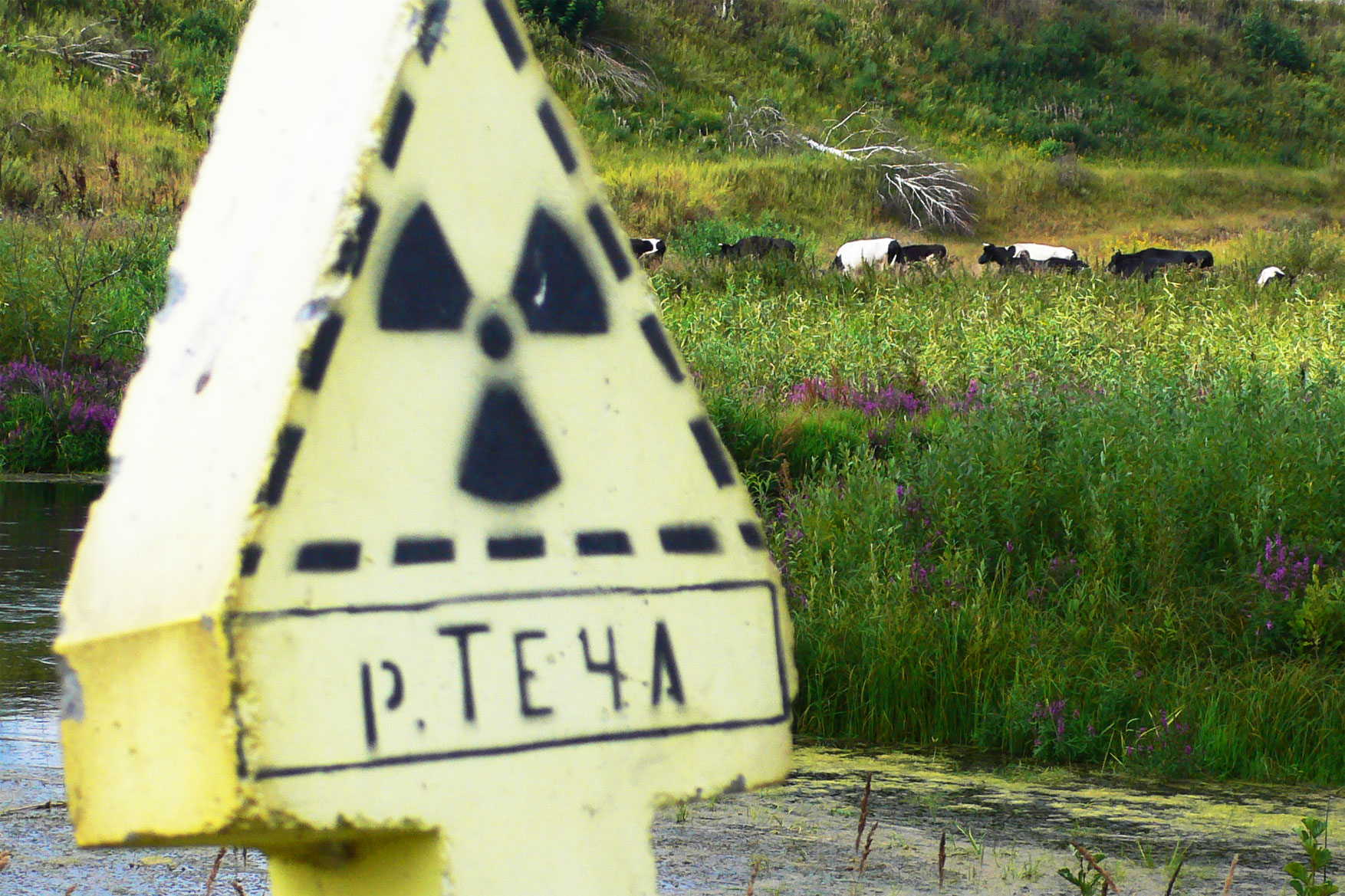
放射性廃棄物の投棄などにより、放射性物質で汚染された場所である旨を警告する看板が、テチャ川の河岸に有る。そのような場所なのに、ウシがいる様子も見て取れる。

### 意図的な放射性廃棄物の投棄
マヤーク核技術施設は液状の放射性廃棄物をテチャ川へと意図的に投棄してきた。特に、放射性廃棄物のテチャ川への投棄は、マヤーク核技術施設が、暗号名で「第817コンビナート（Комбинат No. 817)」と呼ばれていた時代の1949年から1956年に著しかった。この期間に行われた放射性廃棄物の投棄量は、7.6×107 m3 に達したと見積もられている。なお、テチャ川へ垂れ流しにされた累積の放射性物質が有する放射能は、102 PBqと考えられている。放射性廃棄物の意図的な投棄を実施していたマヤークの施設は、テチャ川の源流部に位置するわけだが、その下流側のテチャ川の流路には、この当時、40の村々が存在しており、合わせて約2万8千人の居住者がいた。この40の村々の中で、24の村はテチャ川を主要な水源としていたのだが、安全な水が得られる場所への移住措置が実施された村は、最終的に23の村であった。

### 事故による放射性物質の流入
1957年にウラル核惨事が起きた。この際に、マヤーク核技術施設の原子炉の冷却システムが故障し、マヤークの地下タンクが爆発した。この事件により、マヤーク地域全体、および、北東部の広大な地域が広範囲に放射性物質により汚染された。もちろん、爆発によって大気中に飛散した放射性物質による汚染も起きたわけだが、マヤークの施設から流れ出した放射性物質を含んだ汚水も問題であった。この事態に、国際的な批判を免れないとして行政は、この事故の隠蔽工作に走ったために、テチャ川の源流付近に存在するマヤークから流出した放射性物質が、その河川系であるオビ川に大きく拡大した。
なお、20世紀の後半で、マヤーク核技術施設で発生した大小様々な事故のために環境中に放出された放射性物質により、この周辺地域で被曝した人々は、約50万人に達すると考えられる。

### 21世紀にも汚染
2001年から2004年の間には、担当官庁によれば、マヤーク核技術施設から液体の放射性廃棄物が、新たにテチャ川に垂れ流しされたという。マヤーク核技術施設の所長は裁判にかけられたものの、大赦を受けて裁判が中止された。さらには、2010年11月19日から有効になった新しい規則により、たとえ放射性物質が混じっていても、低レベルの汚染水は放射性廃棄物と見なされなくなり、何のチェックも無く環境中に放出している旨を、マヤーク核技術施設の関係者がインタビューで答えた。

## 汚染の酷い箇所のバイバス
テチャ川の川底に溜まった放射性物質が、なるべくテチャ川の流れによって流下しないように、テチャ川の川底の汚染が酷い箇所について、なるべく河川水をバイパスさせるための水路などが建設された。この関係で、元々の流路の河川水は減少した。